# Acanthophyllum sarawschanicum
Acanthophyllum sarawschanicum är en nejlikväxtart som beskrevs av Golenk. Acanthophyllum sarawschanicum ingår i släktet Acanthophyllum och familjen nejlikväxter. Inga underarter finns listade i Catalogue of Life.